# Ivy Holzer
Ivy Holzer (Roma, 1944) es una actriz de teatro, cine y televisión italiana.

## Biografía
Holzer nació en Roma, pero es de origen alemán. Primero incursionó en el cine, aunque aspiraba especialmente al teatro. Interpretando papeles secundarios en películas de éxito, interpretó solo un papel protagonista, Gina en Il lungo, il corto, il gatto (1967) de Lucio Fulci. En el teatro participó en obras de género ligero o comedias musicales, o incluso en clásicos de Pirandello y Plauto, tales como I trionfi, I rompiglioni de Castaldo, Faele y Torti, Sagra del signore della nave de Luigi Pirandello, y Mi è cascata una ragazza nel piatto de Terence Frisy.

## Filmografía
- L'amore nasce a Roma (1958)
- È arrivata la parigina (1958)
- La cento chilometri (1959)
- L'arciere nero (1959)
- Sanremo, la grande sfida (1960)
- La strada dei giganti (1960)
- L'ammutinamento (1961)
- Mina... fuori la guardia (1961)
- Tutto, e subito (Die Mädchen wollen nicht warten) (1961)[8]
- L'onorata società (1961)
- La cuccagna (1962)
- Obiettivo ragazze (1963)
- Le ore dell'amore (1963)
- Totò contro i quattro (1963)
- Che fine ha fatto Totò Baby? (1964)
- La rivolta dei pretoriani (1964)
- I due gladiatori (1964)
- FBI chiama Istanbul (1964)
- Michelino Cucchiarella (1964)
- Amore all'italiana, dirigida por Steno (1964)
- Il lungo, il corto, il gatto (1967)
- Samoa, regina della giungla (1967)
- Il figlio di Aquila Nera, dirigida por Guido Malatesta (1967)
- Odia il prossimo tuo (1968)
- El hombre de Caracas (1968)
- Più tardi Claire, più tardi... (1968)
- Temptation (1968)
- Franco e Ciccio superstars (1974)